# Molí del Gelabert
El Molí del Gelabert és una obra de Copons (Anoia) inclosa a l'Inventari del Patrimoni Arquitectònic de Catalunya.

## Descripció
Actualment és un habitacle totalment cobert de vegetació i en ruïnes. Per la part de baix es pot veure el carcabà i el desguàs, i darrere s'intueix el que era la bassa, inaccessible per l'espessa vegetació. Està situat a prop del mas del mateix nom, i segons la informació de l'ajuntament, la primera referència documental data del 21 de juliol de 1671.